# Liste des communes de l'Aveyron
Pour les autres listes de communes françaises, voir Listes des communes de France.
| - L'Aveyron en France métropolitaine. - Carte des communes de l'Aveyron. |

Cette page liste les 285 communes du département français de l'Aveyron au 1er janvier 2025.

## Liste des communes
Le tableau suivant donne la liste des communes au 1er janvier 2025, en précisant leur code Insee, leur code postal principal, leur arrondissement, leur canton, leur intercommunalité, leur superficie, leur population et leur densité, d'après les chiffres de l'Insee issus du recensement 2022,.
| Nom                            | Code Insee | Code postal | Arrondissement           | Canton                         | Intercommunalité                            | Superficie (km2) | Population (dernière pop. légale) | Densité (hab./km2) | Modifier                                    |
| ------------------------------ | ---------- | ----------- | ------------------------ | ------------------------------ | ------------------------------------------- | ---------------- | --------------------------------- | ------------------ | ------------------------------------------- |
| Rodez (préfecture)             | 12202      | 12000       | Rodez                    | Rodez-1 Rodez-2 Rodez-Onet     | CA Rodez Agglomération                      | 11,18            | 24 136 (2022)                     | 2 159              | modifier les données · modifier les données |
| Agen-d'Aveyron                 | 12001      | 12630       | Millau                   | Causse-Comtal                  | CC du Pays de Salars                        | 22,35            | 1 120 (2022)                      | 50                 | modifier les données · modifier les données |
| Aguessac                       | 12002      | 12520       | Millau                   | Millau-2                       | CC de Millau Grands Causses                 | 17,64            | 924 (2022)                        | 52                 | modifier les données · modifier les données |
| Les Albres                     | 12003      | 12220       | Villefranche-de-Rouergue | Lot et Montbazinois            | CC du Plateau de Montbazens                 | 15,22            | 344 (2022)                        | 23                 | modifier les données · modifier les données |
| Almont-les-Junies              | 12004      | 12300       | Villefranche-de-Rouergue | Lot et Dourdou                 | CC Decazeville Communauté                   | 23,75            | 438 (2022)                        | 18                 | modifier les données · modifier les données |
| Alrance                        | 12006      | 12430       | Millau                   | Raspes et Lévezou              | CC de Lévézou Pareloup                      | 35,43            | 333 (2022)                        | 9,4                | modifier les données · modifier les données |
| Ambeyrac                       | 12007      | 12260       | Villefranche-de-Rouergue | Villeneuvois et Villefranchois | CC Ouest Aveyron Communauté                 | 11,24            | 181 (2022)                        | 16                 | modifier les données · modifier les données |
| Anglars-Saint-Félix            | 12008      | 12390       | Villefranche-de-Rouergue | Enne et Alzou                  | CC du Pays Rignacois                        | 22,22            | 918 (2022)                        | 41                 | modifier les données · modifier les données |
| Argences en Aubrac             | 12223      | 12210 12420 | Rodez                    | Aubrac et Carladez             | CC Aubrac, Carladez et Viadène              | 151,78           | 1 597 (2022)                      | 11                 | modifier les données · modifier les données |
| Arnac-sur-Dourdou              | 12009      | 12360       | Millau                   | Causses-Rougiers               | CC Monts, Rance et Rougier                  | 16,57            | 44 (2022)                         | 2,7                | modifier les données · modifier les données |
| Arques                         | 12010      | 12290       | Millau                   | Raspes et Lévezou              | CC du Pays de Salars                        | 11,29            | 165 (2022)                        | 15                 | modifier les données · modifier les données |
| Arvieu                         | 12011      | 12120       | Millau                   | Monts du Réquistanais          | CC de Lévézou Pareloup                      | 46,91            | 765 (2022)                        | 16                 | modifier les données · modifier les données |
| Asprières                      | 12012      | 12700       | Villefranche-de-Rouergue | Lot et Montbazinois            | CC Grand-Figeac                             | 17,09            | 770 (2022)                        | 45                 | modifier les données · modifier les données |
| Aubin                          | 12013      | 12110       | Villefranche-de-Rouergue | Enne et Alzou                  | CC Decazeville Communauté                   | 27,23            | 3 465 (2022)                      | 127                | modifier les données · modifier les données |
| Auriac-Lagast                  | 12015      | 12120       | Millau                   | Monts du Réquistanais          | CC du Réquistanais                          | 30,76            | 229 (2022)                        | 7,4                | modifier les données · modifier les données |
| Auzits                         | 12016      | 12390       | Villefranche-de-Rouergue | Enne et Alzou                  | CC du Pays Rignacois                        | 24,34            | 813 (2022)                        | 33                 | modifier les données · modifier les données |
| Ayssènes                       | 12017      | 12430       | Millau                   | Raspes et Lévezou              | CC de la Muse et des Raspes du Tarn         | 23,14            | 221 (2022)                        | 9,6                | modifier les données · modifier les données |
| Balaguier-d'Olt                | 12018      | 12260       | Villefranche-de-Rouergue | Lot et Montbazinois            | CC Grand-Figeac                             | 10,84            | 175 (2022)                        | 16                 | modifier les données · modifier les données |
| Balaguier-sur-Rance            | 12019      | 12380       | Millau                   | Causses-Rougiers               | CC Monts, Rance et Rougier                  | 9,80             | 89 (2022)                         | 9,1                | modifier les données · modifier les données |
| Baraqueville                   | 12056      | 12160       | Villefranche-de-Rouergue | Ceor-Ségala                    | CC Pays Ségali                              | 33,54            | 3 168 (2022)                      | 94                 | modifier les données · modifier les données |
| Le Bas Ségala                  | 12021      | 12200 12240 | Villefranche-de-Rouergue | Aveyron et Tarn                | CC Aveyron Bas Ségala Viaur                 | 82,33            | 1 610 (2022)                      | 20                 | modifier les données · modifier les données |
| La Bastide-Pradines            | 12022      | 12490       | Millau                   | Saint-Affrique                 | CC Larzac et Vallées                        | 20,56            | 120 (2022)                        | 5,8                | modifier les données · modifier les données |
| La Bastide-Solages             | 12023      | 12550       | Millau                   | Causses-Rougiers               | CC du Réquistanais                          | 7,10             | 110 (2022)                        | 15                 | modifier les données · modifier les données |
| Belcastel                      | 12024      | 12390       | Villefranche-de-Rouergue | Enne et Alzou                  | CC du Pays Rignacois                        | 10,74            | 190 (2022)                        | 18                 | modifier les données · modifier les données |
| Belmont-sur-Rance              | 12025      | 12370       | Millau                   | Causses-Rougiers               | CC Monts, Rance et Rougier                  | 44,19            | 990 (2022)                        | 22                 | modifier les données · modifier les données |
| Bertholène                     | 12026      | 12310       | Rodez                    | Lot et Palanges                | CC Des Causses à l'Aubrac                   | 46,96            | 1 049 (2022)                      | 22                 | modifier les données · modifier les données |
| Bessuéjouls                    | 12027      | 12500       | Rodez                    | Lot et Truyère                 | CC Comtal Lot et Truyère                    | 11,29            | 223 (2022)                        | 20                 | modifier les données · modifier les données |
| Boisse-Penchot                 | 12028      | 12300       | Villefranche-de-Rouergue | Lot et Dourdou                 | CC Decazeville Communauté                   | 4,64             | 515 (2022)                        | 111                | modifier les données · modifier les données |
| Bor-et-Bar                     | 12029      | 12270       | Villefranche-de-Rouergue | Aveyron et Tarn                | CC Ouest Aveyron Communauté                 | 12,92            | 198 (2022)                        | 15                 | modifier les données · modifier les données |
| Bouillac                       | 12030      | 12300       | Villefranche-de-Rouergue | Lot et Montbazinois            | CC Decazeville Communauté                   | 8,20             | 368 (2022)                        | 45                 | modifier les données · modifier les données |
| Bournazel                      | 12031      | 12390       | Villefranche-de-Rouergue | Enne et Alzou                  | CC du Pays Rignacois                        | 16,35            | 325 (2022)                        | 20                 | modifier les données · modifier les données |
| Boussac                        | 12032      | 12160       | Villefranche-de-Rouergue | Ceor-Ségala                    | CC Pays Ségali                              | 17,92            | 605 (2022)                        | 34                 | modifier les données · modifier les données |
| Bozouls                        | 12033      | 12340       | Rodez                    | Causse-Comtal                  | CC Comtal Lot et Truyère                    | 69,69            | 3 006 (2022)                      | 43                 | modifier les données · modifier les données |
| Brandonnet                     | 12034      | 12350       | Villefranche-de-Rouergue | Villeneuvois et Villefranchois | CC du Plateau de Montbazens                 | 12,22            | 291 (2022)                        | 24                 | modifier les données · modifier les données |
| Brasc                          | 12035      | 12550       | Millau                   | Causses-Rougiers               | CC du Réquistanais                          | 20,14            | 172 (2022)                        | 8,5                | modifier les données · modifier les données |
| Brommat                        | 12036      | 12600       | Rodez                    | Aubrac et Carladez             | CC Aubrac, Carladez et Viadène              | 43,28            | 632 (2022)                        | 15                 | modifier les données · modifier les données |
| Broquiès                       | 12037      | 12480       | Millau                   | Raspes et Lévezou              | CC de la Muse et des Raspes du Tarn         | 37,99            | 612 (2022)                        | 16                 | modifier les données · modifier les données |
| Brousse-le-Château             | 12038      | 12480       | Millau                   | Raspes et Lévezou              | CC de la Muse et des Raspes du Tarn         | 15,54            | 165 (2022)                        | 11                 | modifier les données · modifier les données |
| Brusque                        | 12039      | 12360       | Millau                   | Causses-Rougiers               | CC Monts, Rance et Rougier                  | 36,18            | 259 (2022)                        | 7,2                | modifier les données · modifier les données |
| Cabanès                        | 12041      | 12800       | Villefranche-de-Rouergue | Ceor-Ségala                    | CC Pays Ségali                              | 15,78            | 279 (2022)                        | 18                 | modifier les données · modifier les données |
| Calmels-et-le-Viala            | 12042      | 12400       | Millau                   | Saint-Affrique                 | CC Saint Affricain, Roquefort, Sept Vallons | 23,20            | 186 (2022)                        | 8,0                | modifier les données · modifier les données |
| Calmont                        | 12043      | 12450       | Villefranche-de-Rouergue | Monts du Réquistanais          | CC Pays Ségali                              | 30,89            | 2 208 (2022)                      | 71                 | modifier les données · modifier les données |
| Camarès                        | 12044      | 12360       | Millau                   | Causses-Rougiers               | CC Monts, Rance et Rougier                  | 41,86            | 1 028 (2022)                      | 25                 | modifier les données · modifier les données |
| Camboulazet                    | 12045      | 12160       | Villefranche-de-Rouergue | Ceor-Ségala                    | CC Pays Ségali                              | 14,25            | 401 (2022)                        | 28                 | modifier les données · modifier les données |
| Camjac                         | 12046      | 12800       | Villefranche-de-Rouergue | Ceor-Ségala                    | CC Pays Ségali                              | 23,03            | 575 (2022)                        | 25                 | modifier les données · modifier les données |
| Campagnac                      | 12047      | 12560       | Rodez                    | Tarn et Causses                | CC Des Causses à l'Aubrac                   | 41,88            | 437 (2022)                        | 10                 | modifier les données · modifier les données |
| Campouriez                     | 12048      | 12140 12460 | Rodez                    | Aubrac et Carladez             | CC Aubrac, Carladez et Viadène              | 18,38            | 330 (2022)                        | 18                 | modifier les données · modifier les données |
| Campuac                        | 12049      | 12580       | Rodez                    | Lot et Truyère                 | CC Comtal Lot et Truyère                    | 19,19            | 452 (2022)                        | 24                 | modifier les données · modifier les données |
| Canet-de-Salars                | 12050      | 12290       | Millau                   | Raspes et Lévezou              | CC de Lévézou Pareloup                      | 29,97            | 450 (2022)                        | 15                 | modifier les données · modifier les données |
| Cantoin                        | 12051      | 12420       | Rodez                    | Aubrac et Carladez             | CC Aubrac, Carladez et Viadène              | 42,37            | 312 (2022)                        | 7,4                | modifier les données · modifier les données |
| Capdenac-Gare                  | 12052      | 12700       | Villefranche-de-Rouergue | Lot et Montbazinois            | CC Grand-Figeac                             | 20,21            | 4 394 (2022)                      | 217                | modifier les données · modifier les données |
| La Capelle-Balaguier           | 12053      | 12260       | Villefranche-de-Rouergue | Villeneuvois et Villefranchois | CC Ouest Aveyron Communauté                 | 13,36            | 345 (2022)                        | 26                 | modifier les données · modifier les données |
| La Capelle-Bleys               | 12054      | 12240       | Villefranche-de-Rouergue | Aveyron et Tarn                | CC Aveyron Bas Ségala Viaur                 | 15,63            | 355 (2022)                        | 23                 | modifier les données · modifier les données |
| La Capelle-Bonance             | 12055      | 12130       | Rodez                    | Tarn et Causses                | CC Des Causses à l'Aubrac                   | 14,12            | 91 (2022)                         | 6,4                | modifier les données · modifier les données |
| Cassagnes-Bégonhès             | 12057      | 12120       | Villefranche-de-Rouergue | Monts du Réquistanais          | CC Pays Ségali                              | 30,93            | 946 (2022)                        | 31                 | modifier les données · modifier les données |
| Cassuéjouls                    | 12058      | 12210       | Rodez                    | Aubrac et Carladez             | CC Aubrac, Carladez et Viadène              | 10,35            | 106 (2022)                        | 10                 | modifier les données · modifier les données |
| Castanet                       | 12059      | 12240       | Villefranche-de-Rouergue | Ceor-Ségala                    | CC Pays Ségali                              | 30,42            | 525 (2022)                        | 17                 | modifier les données · modifier les données |
| Castelmary                     | 12060      | 12800       | Villefranche-de-Rouergue | Aveyron et Tarn                | CC Pays Ségali                              | 11,81            | 118 (2022)                        | 10,0               | modifier les données · modifier les données |
| Castelnau-de-Mandailles        | 12061      | 12500       | Rodez                    | Lot et Palanges                | CC Des Causses à l'Aubrac                   | 35,87            | 567 (2022)                        | 16                 | modifier les données · modifier les données |
| Castelnau-Pégayrols            | 12062      | 12620       | Millau                   | Tarn et Causses                | CC de la Muse et des Raspes du Tarn         | 53,01            | 346 (2022)                        | 6,5                | modifier les données · modifier les données |
| Causse-et-Diège                | 12257      | 12700       | Villefranche-de-Rouergue | Lot et Montbazinois            | CC Grand-Figeac                             | 29,85            | 783 (2022)                        | 26                 | modifier les données · modifier les données |
| La Cavalerie                   | 12063      | 12230       | Millau                   | Causses-Rougiers               | CC Larzac et Vallées                        | 40,56            | 2 208 (2022)                      | 54                 | modifier les données · modifier les données |
| Le Cayrol                      | 12064      | 12500       | Rodez                    | Lot et Truyère                 | CC Comtal Lot et Truyère                    | 22,16            | 253 (2022)                        | 11                 | modifier les données · modifier les données |
| Centrès                        | 12065      | 12120       | Villefranche-de-Rouergue | Ceor-Ségala                    | CC Pays Ségali                              | 36,71            | 462 (2022)                        | 13                 | modifier les données · modifier les données |
| Clairvaux-d'Aveyron            | 12066      | 12330       | Rodez                    | Vallon                         | CC Conques-Marcillac                        | 25,14            | 1 154 (2022)                      | 46                 | modifier les données · modifier les données |
| Le Clapier                     | 12067      | 12540       | Millau                   | Causses-Rougiers               | CC Larzac et Vallées                        | 19,60            | 88 (2022)                         | 4,5                | modifier les données · modifier les données |
| Colombiès                      | 12068      | 12240       | Villefranche-de-Rouergue | Ceor-Ségala                    | CC Pays Ségali                              | 55,23            | 880 (2022)                        | 16                 | modifier les données · modifier les données |
| Combret                        | 12069      | 12370       | Millau                   | Causses-Rougiers               | CC Monts, Rance et Rougier                  | 49,85            | 258 (2022)                        | 5,2                | modifier les données · modifier les données |
| Compeyre                       | 12070      | 12520       | Millau                   | Millau-2                       | CC de Millau Grands Causses                 | 10,36            | 526 (2022)                        | 51                 | modifier les données · modifier les données |
| Compolibat                     | 12071      | 12350       | Villefranche-de-Rouergue | Villeneuvois et Villefranchois | CC du Plateau de Montbazens                 | 17,04            | 334 (2022)                        | 20                 | modifier les données · modifier les données |
| Comprégnac                     | 12072      | 12100       | Millau                   | Millau-1                       | CC de Millau Grands Causses                 | 11,09            | 217 (2022)                        | 20                 | modifier les données · modifier les données |
| Comps-la-Grand-Ville           | 12073      | 12120       | Millau                   | Monts du Réquistanais          | CC du Pays de Salars                        | 21,95            | 637 (2022)                        | 29                 | modifier les données · modifier les données |
| Condom-d'Aubrac                | 12074      | 12470       | Rodez                    | Aubrac et Carladez             | CC Aubrac, Carladez et Viadène              | 46,08            | 289 (2022)                        | 6,3                | modifier les données · modifier les données |
| Connac                         | 12075      | 12170       | Millau                   | Monts du Réquistanais          | CC du Réquistanais                          | 10,69            | 101 (2022)                        | 9,4                | modifier les données · modifier les données |
| Conques-en-Rouergue            | 12218      | 12320       | Rodez                    | Lot et Dourdou                 | CC Conques-Marcillac                        | 106,23           | 1 555 (2022)                      | 15                 | modifier les données · modifier les données |
| Cornus                         | 12077      | 12540       | Millau                   | Causses-Rougiers               | CC Larzac et Vallées                        | 92,74            | 513 (2022)                        | 5,5                | modifier les données · modifier les données |
| Les Costes-Gozon               | 12078      | 12400       | Millau                   | Raspes et Lévezou              | CC de la Muse et des Raspes du Tarn         | 20,33            | 165 (2022)                        | 8,1                | modifier les données · modifier les données |
| Coubisou                       | 12079      | 12190       | Rodez                    | Lot et Truyère                 | CC Comtal Lot et Truyère                    | 30,95            | 475 (2022)                        | 15                 | modifier les données · modifier les données |
| Coupiac                        | 12080      | 12550       | Millau                   | Causses-Rougiers               | CC Saint Affricain, Roquefort, Sept Vallons | 24,72            | 358 (2022)                        | 14                 | modifier les données · modifier les données |
| La Couvertoirade               | 12082      | 12230       | Millau                   | Causses-Rougiers               | CC Larzac et Vallées                        | 61,91            | 200 (2022)                        | 3,2                | modifier les données · modifier les données |
| Cransac-les-Thermes            | 12083      | 12110       | Villefranche-de-Rouergue | Enne et Alzou                  | CC Decazeville Communauté                   | 6,91             | 1 464 (2022)                      | 212                | modifier les données · modifier les données |
| Creissels                      | 12084      | 12100       | Millau                   | Millau-1                       | CC de Millau Grands Causses                 | 28,19            | 1 564 (2022)                      | 55                 | modifier les données · modifier les données |
| Crespin                        | 12085      | 12800       | Villefranche-de-Rouergue | Aveyron et Tarn                | CC Pays Ségali                              | 18,35            | 317 (2022)                        | 17                 | modifier les données · modifier les données |
| La Cresse                      | 12086      | 12640       | Millau                   | Tarn et Causses                | CC de Millau Grands Causses                 | 19,06            | 323 (2022)                        | 17                 | modifier les données · modifier les données |
| Curan                          | 12307      | 12410       | Millau                   | Raspes et Lévezou              | CC de Lévézou Pareloup                      | 41,18            | 302 (2022)                        | 7,3                | modifier les données · modifier les données |
| Curières                       | 12088      | 12210       | Rodez                    | Aubrac et Carladez             | CC Aubrac, Carladez et Viadène              | 36,06            | 214 (2022)                        | 5,9                | modifier les données · modifier les données |
| Decazeville                    | 12089      | 12300       | Villefranche-de-Rouergue | Lot et Dourdou                 | CC Decazeville Communauté                   | 13,88            | 5 025 (2022)                      | 362                | modifier les données · modifier les données |
| Druelle Balsac                 | 12090      | 12000 12510 | Rodez                    | Vallon                         | CA Rodez Agglomération                      | 51,25            | 3 179 (2022)                      | 62                 | modifier les données · modifier les données |
| Drulhe                         | 12091      | 12350       | Villefranche-de-Rouergue | Villeneuvois et Villefranchois | CC du Plateau de Montbazens                 | 18,03            | 451 (2022)                        | 25                 | modifier les données · modifier les données |
| Durenque                       | 12092      | 12170       | Millau                   | Monts du Réquistanais          | CC du Réquistanais                          | 33,15            | 524 (2022)                        | 16                 | modifier les données · modifier les données |
| Entraygues-sur-Truyère         | 12094      | 12140       | Rodez                    | Lot et Truyère                 | CC Comtal Lot et Truyère                    | 30,15            | 970 (2022)                        | 32                 | modifier les données · modifier les données |
| Escandolières                  | 12095      | 12390       | Villefranche-de-Rouergue | Enne et Alzou                  | CC du Pays Rignacois                        | 13,50            | 222 (2022)                        | 16                 | modifier les données · modifier les données |
| Espalion                       | 12096      | 12500       | Rodez                    | Lot et Truyère                 | CC Comtal Lot et Truyère                    | 36,60            | 4 607 (2022)                      | 126                | modifier les données · modifier les données |
| Espeyrac                       | 12097      | 12140       | Rodez                    | Lot et Truyère                 | CC Comtal Lot et Truyère                    | 22,28            | 248 (2022)                        | 11                 | modifier les données · modifier les données |
| Estaing                        | 12098      | 12190       | Rodez                    | Lot et Truyère                 | CC Comtal Lot et Truyère                    | 16,96            | 507 (2022)                        | 30                 | modifier les données · modifier les données |
| Fayet                          | 12099      | 12360       | Millau                   | Causses-Rougiers               | CC Monts, Rance et Rougier                  | 15,87            | 236 (2022)                        | 15                 | modifier les données · modifier les données |
| Le Fel                         | 12093      | 12140       | Rodez                    | Lot et Truyère                 | CC Comtal Lot et Truyère                    | 24,89            | 192 (2022)                        | 7,7                | modifier les données · modifier les données |
| Firmi                          | 12100      | 12300       | Villefranche-de-Rouergue | Enne et Alzou                  | CC Decazeville Communauté                   | 29,13            | 2 333 (2022)                      | 80                 | modifier les données · modifier les données |
| Flagnac                        | 12101      | 12300       | Villefranche-de-Rouergue | Lot et Dourdou                 | CC Decazeville Communauté                   | 12,93            | 1 081 (2022)                      | 84                 | modifier les données · modifier les données |
| Flavin                         | 12102      | 12450       | Millau                   | Nord-Lévezou                   | CC du Pays de Salars                        | 50,77            | 2 376 (2022)                      | 47                 | modifier les données · modifier les données |
| Florentin-la-Capelle           | 12103      | 12140       | Rodez                    | Aubrac et Carladez             | CC Aubrac, Carladez et Viadène              | 36,80            | 281 (2022)                        | 7,6                | modifier les données · modifier les données |
| Foissac                        | 12104      | 12260       | Villefranche-de-Rouergue | Lot et Montbazinois            | CC Ouest Aveyron Communauté                 | 9,68             | 470 (2022)                        | 49                 | modifier les données · modifier les données |
| Fondamente                     | 12155      | 12540       | Millau                   | Causses-Rougiers               | CC Larzac et Vallées                        | 50,58            | 335 (2022)                        | 6,6                | modifier les données · modifier les données |
| La Fouillade                   | 12105      | 12270       | Villefranche-de-Rouergue | Aveyron et Tarn                | CC Ouest Aveyron Communauté                 | 32,54            | 1 113 (2022)                      | 34                 | modifier les données · modifier les données |
| Gabriac                        | 12106      | 12340       | Rodez                    | Causse-Comtal                  | CC Comtal Lot et Truyère                    | 25,54            | 558 (2022)                        | 22                 | modifier les données · modifier les données |
| Gaillac-d'Aveyron              | 12107      | 12310       | Rodez                    | Lot et Palanges                | CC Des Causses à l'Aubrac                   | 29,03            | 326 (2022)                        | 11                 | modifier les données · modifier les données |
| Galgan                         | 12108      | 12220       | Villefranche-de-Rouergue | Lot et Montbazinois            | CC du Plateau de Montbazens                 | 20,37            | 367 (2022)                        | 18                 | modifier les données · modifier les données |
| Gissac                         | 12109      | 12360       | Millau                   | Causses-Rougiers               | CC Monts, Rance et Rougier                  | 31,02            | 96 (2022)                         | 3,1                | modifier les données · modifier les données |
| Golinhac                       | 12110      | 12140       | Rodez                    | Lot et Truyère                 | CC Comtal Lot et Truyère                    | 32,41            | 370 (2022)                        | 11                 | modifier les données · modifier les données |
| Goutrens                       | 12111      | 12390       | Villefranche-de-Rouergue | Enne et Alzou                  | CC du Pays Rignacois                        | 25,99            | 478 (2022)                        | 18                 | modifier les données · modifier les données |
| Gramond                        | 12113      | 12160       | Villefranche-de-Rouergue | Ceor-Ségala                    | CC Pays Ségali                              | 13,14            | 539 (2022)                        | 41                 | modifier les données · modifier les données |
| L'Hospitalet-du-Larzac         | 12115      | 12230       | Millau                   | Causses-Rougiers               | CC Larzac et Vallées                        | 12,40            | 344 (2022)                        | 28                 | modifier les données · modifier les données |
| Huparlac                       | 12116      | 12460       | Rodez                    | Aubrac et Carladez             | CC Aubrac, Carladez et Viadène              | 24,70            | 252 (2022)                        | 10                 | modifier les données · modifier les données |
| Lacroix-Barrez                 | 12118      | 12600       | Rodez                    | Aubrac et Carladez             | CC Aubrac, Carladez et Viadène              | 28,01            | 531 (2022)                        | 19                 | modifier les données · modifier les données |
| Laguiole                       | 12119      | 12210       | Rodez                    | Aubrac et Carladez             | CC Aubrac, Carladez et Viadène              | 63,06            | 1 215 (2022)                      | 19                 | modifier les données · modifier les données |
| Laissac-Sévérac l'Église       | 12120      | 12310       | Rodez                    | Lot et Palanges                | CC Des Causses à l'Aubrac                   | 33,90            | 2 148 (2022)                      | 63                 | modifier les données · modifier les données |
| Lanuéjouls                     | 12121      | 12350       | Villefranche-de-Rouergue | Villeneuvois et Villefranchois | CC du Plateau de Montbazens                 | 12,00            | 761 (2022)                        | 63                 | modifier les données · modifier les données |
| Lapanouse-de-Cernon            | 12122      | 12230       | Millau                   | Causses-Rougiers               | CC Larzac et Vallées                        | 22,87            | 121 (2022)                        | 5,3                | modifier les données · modifier les données |
| Lassouts                       | 12124      | 12500       | Rodez                    | Lot et Palanges                | CC Comtal Lot et Truyère                    | 30,74            | 318 (2022)                        | 10                 | modifier les données · modifier les données |
| Laval-Roquecezière             | 12125      | 12380       | Millau                   | Causses-Rougiers               | CC Monts, Rance et Rougier                  | 30,66            | 294 (2022)                        | 9,6                | modifier les données · modifier les données |
| Lédergues                      | 12127      | 12170       | Millau                   | Monts du Réquistanais          | CC du Réquistanais                          | 36,31            | 664 (2022)                        | 18                 | modifier les données · modifier les données |
| Lescure-Jaoul                  | 12128      | 12440       | Villefranche-de-Rouergue | Aveyron et Tarn                | CC Aveyron Bas Ségala Viaur                 | 18,52            | 222 (2022)                        | 12                 | modifier les données · modifier les données |
| Lestrade-et-Thouels            | 12129      | 12430       | Millau                   | Raspes et Lévezou              | CC de la Muse et des Raspes du Tarn         | 42,27            | 442 (2022)                        | 10                 | modifier les données · modifier les données |
| Livinhac-le-Haut               | 12130      | 12300       | Villefranche-de-Rouergue | Lot et Dourdou                 | CC Decazeville Communauté                   | 10,97            | 1 102 (2022)                      | 100                | modifier les données · modifier les données |
| La Loubière                    | 12131      | 12740       | Rodez                    | Causse-Comtal                  | CC Comtal Lot et Truyère                    | 28,71            | 1 529 (2022)                      | 53                 | modifier les données · modifier les données |
| Luc-la-Primaube                | 12133      | 12450       | Rodez                    | Nord-Lévezou                   | CA Rodez Agglomération                      | 26,85            | 6 054 (2022)                      | 225                | modifier les données · modifier les données |
| Lugan                          | 12134      | 12220       | Villefranche-de-Rouergue | Lot et Montbazinois            | CC du Plateau de Montbazens                 | 12,61            | 359 (2022)                        | 28                 | modifier les données · modifier les données |
| Lunac                          | 12135      | 12270       | Villefranche-de-Rouergue | Aveyron et Tarn                | CC Ouest Aveyron Communauté                 | 18,78            | 435 (2022)                        | 23                 | modifier les données · modifier les données |
| Maleville                      | 12136      | 12350       | Villefranche-de-Rouergue | Villeneuvois et Villefranchois | CC Ouest Aveyron Communauté                 | 36,35            | 953 (2022)                        | 26                 | modifier les données · modifier les données |
| Manhac                         | 12137      | 12160       | Villefranche-de-Rouergue | Ceor-Ségala                    | CC Pays Ségali                              | 18,50            | 873 (2022)                        | 47                 | modifier les données · modifier les données |
| Marcillac-Vallon               | 12138      | 12330       | Rodez                    | Vallon                         | CC Conques-Marcillac                        | 14,59            | 1 714 (2022)                      | 117                | modifier les données · modifier les données |
| Marnhagues-et-Latour           | 12139      | 12540       | Millau                   | Causses-Rougiers               | CC Larzac et Vallées                        | 21,92            | 144 (2022)                        | 6,6                | modifier les données · modifier les données |
| Martiel                        | 12140      | 12200       | Villefranche-de-Rouergue | Villeneuvois et Villefranchois | CC Ouest Aveyron Communauté                 | 46,71            | 989 (2022)                        | 21                 | modifier les données · modifier les données |
| Martrin                        | 12141      | 12550       | Millau                   | Causses-Rougiers               | CC Saint Affricain, Roquefort, Sept Vallons | 23,31            | 234 (2022)                        | 10                 | modifier les données · modifier les données |
| Mayran                         | 12142      | 12390       | Villefranche-de-Rouergue | Enne et Alzou                  | CC du Pays Rignacois                        | 15,36            | 614 (2022)                        | 40                 | modifier les données · modifier les données |
| Mélagues                       | 12143      | 12360       | Millau                   | Causses-Rougiers               | CC Monts, Rance et Rougier                  | 44,51            | 56 (2022)                         | 1,3                | modifier les données · modifier les données |
| Meljac                         | 12144      | 12120       | Villefranche-de-Rouergue | Ceor-Ségala                    | CC Pays Ségali                              | 9,54             | 135 (2022)                        | 14                 | modifier les données · modifier les données |
| Millau                         | 12145      | 12100       | Millau                   |                                | CC de Millau Grands Causses                 | 168,23           | 21 859 (2022)                     | 130                | modifier les données · modifier les données |
| Le Monastère                   | 12146      | 12000       | Rodez                    | Rodez-2                        | CA Rodez Agglomération                      | 6,73             | 2 301 (2022)                      | 342                | modifier les données · modifier les données |
| Montagnol                      | 12147      | 12360       | Millau                   | Causses-Rougiers               | CC Monts, Rance et Rougier                  | 34,47            | 147 (2022)                        | 4,3                | modifier les données · modifier les données |
| Montbazens                     | 12148      | 12220       | Villefranche-de-Rouergue | Lot et Montbazinois            | CC du Plateau de Montbazens                 | 17,48            | 1 444 (2022)                      | 83                 | modifier les données · modifier les données |
| Montclar                       | 12149      | 12550       | Millau                   | Causses-Rougiers               | CC du Réquistanais                          | 12,80            | 140 (2022)                        | 11                 | modifier les données · modifier les données |
| Monteils                       | 12150      | 12200       | Villefranche-de-Rouergue | Aveyron et Tarn                | CC Ouest Aveyron Communauté                 | 17,19            | 469 (2022)                        | 27                 | modifier les données · modifier les données |
| Montézic                       | 12151      | 12460       | Rodez                    | Aubrac et Carladez             | CC Aubrac, Carladez et Viadène              | 18,87            | 226 (2022)                        | 12                 | modifier les données · modifier les données |
| Montfranc                      | 12152      | 12380       | Millau                   | Causses-Rougiers               | CC Monts, Rance et Rougier                  | 6,20             | 130 (2022)                        | 21                 | modifier les données · modifier les données |
| Montjaux                       | 12153      | 12490       | Millau                   | Tarn et Causses                | CC de la Muse et des Raspes du Tarn         | 31,48            | 435 (2022)                        | 14                 | modifier les données · modifier les données |
| Montlaur                       | 12154      | 12400       | Millau                   | Causses-Rougiers               | CC Monts, Rance et Rougier                  | 41,57            | 660 (2022)                        | 16                 | modifier les données · modifier les données |
| Montpeyroux                    | 12156      | 12210       | Rodez                    | Aubrac et Carladez             | CC Aubrac, Carladez et Viadène              | 61,71            | 519 (2022)                        | 8,4                | modifier les données · modifier les données |
| Montrozier                     | 12157      | 12630       | Rodez                    | Causse-Comtal                  | CC Comtal Lot et Truyère                    | 46,78            | 1 748 (2022)                      | 37                 | modifier les données · modifier les données |
| Montsalès                      | 12158      | 12260       | Villefranche-de-Rouergue | Villeneuvois et Villefranchois | CC Ouest Aveyron Communauté                 | 12,47            | 323 (2022)                        | 26                 | modifier les données · modifier les données |
| Morlhon-le-Haut                | 12159      | 12200       | Villefranche-de-Rouergue | Aveyron et Tarn                | CC Ouest Aveyron Communauté                 | 22,09            | 555 (2022)                        | 25                 | modifier les données · modifier les données |
| Mostuéjouls                    | 12160      | 12720       | Millau                   | Tarn et Causses                | CC de Millau Grands Causses                 | 30,95            | 329 (2022)                        | 11                 | modifier les données · modifier les données |
| Mounes-Prohencoux              | 12192      | 12370       | Millau                   | Causses-Rougiers               | CC Monts, Rance et Rougier                  | 37,62            | 193 (2022)                        | 5,1                | modifier les données · modifier les données |
| Mouret                         | 12161      | 12330       | Rodez                    | Vallon                         | CC Conques-Marcillac                        | 31,61            | 558 (2022)                        | 18                 | modifier les données · modifier les données |
| Moyrazès                       | 12162      | 12160       | Villefranche-de-Rouergue | Ceor-Ségala                    | CC Pays Ségali                              | 48,67            | 1 085 (2022)                      | 22                 | modifier les données · modifier les données |
| Mur-de-Barrez                  | 12164      | 12600       | Rodez                    | Aubrac et Carladez             | CC Aubrac, Carladez et Viadène              | 20,18            | 685 (2022)                        | 34                 | modifier les données · modifier les données |
| Murasson                       | 12163      | 12370       | Millau                   | Causses-Rougiers               | CC Monts, Rance et Rougier                  | 40,25            | 213 (2022)                        | 5,3                | modifier les données · modifier les données |
| Muret-le-Château               | 12165      | 12330       | Rodez                    | Vallon                         | CC Conques-Marcillac                        | 14,98            | 365 (2022)                        | 24                 | modifier les données · modifier les données |
| Murols                         | 12166      | 12600       | Rodez                    | Aubrac et Carladez             | CC Aubrac, Carladez et Viadène              | 13,90            | 102 (2022)                        | 7,3                | modifier les données · modifier les données |
| Najac                          | 12167      | 12270       | Villefranche-de-Rouergue | Aveyron et Tarn                | CC Ouest Aveyron Communauté                 | 53,88            | 736 (2022)                        | 14                 | modifier les données · modifier les données |
| Nant                           | 12168      | 12230       | Millau                   | Millau-2                       | CC Larzac et Vallées                        | 109,40           | 1 017 (2022)                      | 9,3                | modifier les données · modifier les données |
| Naucelle                       | 12169      | 12800       | Villefranche-de-Rouergue | Ceor-Ségala                    | CC Pays Ségali                              | 23,23            | 2 017 (2022)                      | 87                 | modifier les données · modifier les données |
| Naussac                        | 12170      | 12700       | Villefranche-de-Rouergue | Lot et Montbazinois            | CC Ouest Aveyron Communauté                 | 14,70            | 414 (2022)                        | 28                 | modifier les données · modifier les données |
| Nauviale                       | 12171      | 12330       | Rodez                    | Vallon                         | CC Conques-Marcillac                        | 26,19            | 591 (2022)                        | 23                 | modifier les données · modifier les données |
| Le Nayrac                      | 12172      | 12190       | Rodez                    | Lot et Truyère                 | CC Comtal Lot et Truyère                    | 36,57            | 546 (2022)                        | 15                 | modifier les données · modifier les données |
| Olemps                         | 12174      | 12510       | Rodez                    | Nord-Lévezou                   | CA Rodez Agglomération                      | 12,79            | 3 531 (2022)                      | 276                | modifier les données · modifier les données |
| Ols-et-Rinhodes                | 12175      | 12260       | Villefranche-de-Rouergue | Villeneuvois et Villefranchois | CC Ouest Aveyron Communauté                 | 10,82            | 168 (2022)                        | 16                 | modifier les données · modifier les données |
| Onet-le-Château                | 12176      | 12000 12850 | Rodez                    | Rodez-Onet                     | CA Rodez Agglomération                      | 40,20            | 12 062 (2022)                     | 300                | modifier les données · modifier les données |
| Palmas d'Aveyron               | 12177      | 12310 12340 | Rodez                    | Lot et Palanges                | CC Des Causses à l'Aubrac                   | 43,58            | 1 027 (2022)                      | 24                 | modifier les données · modifier les données |
| Paulhe                         | 12178      | 12520       | Millau                   | Millau-2                       | CC de Millau Grands Causses                 | 4,72             | 365 (2022)                        | 77                 | modifier les données · modifier les données |
| Peux-et-Couffouleux            | 12179      | 12360       | Millau                   | Causses-Rougiers               | CC Monts, Rance et Rougier                  | 21,71            | 87 (2022)                         | 4,0                | modifier les données · modifier les données |
| Peyreleau                      | 12180      | 12720       | Millau                   | Tarn et Causses                | CC de Millau Grands Causses                 | 16,14            | 71 (2022)                         | 4,4                | modifier les données · modifier les données |
| Peyrusse-le-Roc                | 12181      | 12220       | Villefranche-de-Rouergue | Lot et Montbazinois            | CC du Plateau de Montbazens                 | 13,81            | 202 (2022)                        | 15                 | modifier les données · modifier les données |
| Pierrefiche                    | 12182      | 12130       | Rodez                    | Lot et Palanges                | CC Des Causses à l'Aubrac                   | 17,10            | 293 (2022)                        | 17                 | modifier les données · modifier les données |
| Plaisance                      | 12183      | 12550       | Millau                   | Causses-Rougiers               | CC Saint Affricain, Roquefort, Sept Vallons | 14,00            | 221 (2022)                        | 16                 | modifier les données · modifier les données |
| Pomayrols                      | 12184      | 12130       | Rodez                    | Lot et Palanges                | CC Des Causses à l'Aubrac                   | 23,10            | 118 (2022)                        | 5,1                | modifier les données · modifier les données |
| Pont-de-Salars                 | 12185      | 12290       | Millau                   | Raspes et Lévezou              | CC du Pays de Salars                        | 44,90            | 1 630 (2022)                      | 36                 | modifier les données · modifier les données |
| Pousthomy                      | 12186      | 12380       | Millau                   | Causses-Rougiers               | CC Monts, Rance et Rougier                  | 17,33            | 212 (2022)                        | 12                 | modifier les données · modifier les données |
| Prades-d'Aubrac                | 12187      | 12470       | Rodez                    | Lot et Palanges                | CC Des Causses à l'Aubrac                   | 46,64            | 310 (2022)                        | 6,6                | modifier les données · modifier les données |
| Prades-Salars                  | 12188      | 12290       | Millau                   | Raspes et Lévezou              | CC du Pays de Salars                        | 30,55            | 315 (2022)                        | 10                 | modifier les données · modifier les données |
| Pradinas                       | 12189      | 12240       | Villefranche-de-Rouergue | Ceor-Ségala                    | CC Pays Ségali                              | 22,68            | 359 (2022)                        | 16                 | modifier les données · modifier les données |
| Prévinquières                  | 12190      | 12350       | Villefranche-de-Rouergue | Aveyron et Tarn                | CC Aveyron Bas Ségala Viaur                 | 20,86            | 275 (2022)                        | 13                 | modifier les données · modifier les données |
| Privezac                       | 12191      | 12350       | Villefranche-de-Rouergue | Villeneuvois et Villefranchois | CC du Plateau de Montbazens                 | 11,09            | 342 (2022)                        | 31                 | modifier les données · modifier les données |
| Pruines                        | 12193      | 12320       | Rodez                    | Vallon                         | CC Conques-Marcillac                        | 18,88            | 287 (2022)                        | 15                 | modifier les données · modifier les données |
| Quins                          | 12194      | 12800       | Villefranche-de-Rouergue | Ceor-Ségala                    | CC Pays Ségali                              | 38,46            | 885 (2022)                        | 23                 | modifier les données · modifier les données |
| Rebourguil                     | 12195      | 12400       | Millau                   | Causses-Rougiers               | CC Monts, Rance et Rougier                  | 35,31            | 287 (2022)                        | 8,1                | modifier les données · modifier les données |
| Réquista                       | 12197      | 12170       | Millau                   | Monts du Réquistanais          | CC du Réquistanais                          | 59,32            | 1 940 (2022)                      | 33                 | modifier les données · modifier les données |
| Rieupeyroux                    | 12198      | 12240       | Villefranche-de-Rouergue | Aveyron et Tarn                | CC Aveyron Bas Ségala Viaur                 | 54,81            | 1 922 (2022)                      | 35                 | modifier les données · modifier les données |
| Rignac                         | 12199      | 12390       | Villefranche-de-Rouergue | Enne et Alzou                  | CC du Pays Rignacois                        | 33,35            | 2 019 (2022)                      | 61                 | modifier les données · modifier les données |
| Rivière-sur-Tarn               | 12200      | 12640       | Millau                   | Tarn et Causses                | CC de Millau Grands Causses                 | 26,08            | 1 045 (2022)                      | 40                 | modifier les données · modifier les données |
| Rodelle                        | 12201      | 12340       | Rodez                    | Causse-Comtal                  | CC Comtal Lot et Truyère                    | 53,43            | 1 097 (2022)                      | 21                 | modifier les données · modifier les données |
| La Roque-Sainte-Marguerite     | 12204      | 12100       | Millau                   | Tarn et Causses                | CC de Millau Grands Causses                 | 49,40            | 178 (2022)                        | 3,6                | modifier les données · modifier les données |
| Roquefort-sur-Soulzon          | 12203      | 12250       | Millau                   | Saint-Affrique                 | CC Saint Affricain, Roquefort, Sept Vallons | 17,03            | 502 (2022)                        | 29                 | modifier les données · modifier les données |
| La Rouquette                   | 12205      | 12200       | Villefranche-de-Rouergue | Villefranche-de-Rouergue       | CC Ouest Aveyron Communauté                 | 29,81            | 774 (2022)                        | 26                 | modifier les données · modifier les données |
| Roussennac                     | 12206      | 12220       | Villefranche-de-Rouergue | Lot et Montbazinois            | CC du Plateau de Montbazens                 | 17,27            | 618 (2022)                        | 36                 | modifier les données · modifier les données |
| Rullac-Saint-Cirq              | 12207      | 12120       | Millau                   | Monts du Réquistanais          | CC du Réquistanais                          | 32,74            | 342 (2022)                        | 10                 | modifier les données · modifier les données |
| Saint-Affrique                 | 12208      | 12400       | Millau                   | Saint-Affrique                 | CC Saint Affricain, Roquefort, Sept Vallons | 110,96           | 7 924 (2022)                      | 71                 | modifier les données · modifier les données |
| Saint-Amans-des-Cots           | 12209      | 12460       | Rodez                    | Aubrac et Carladez             | CC Aubrac, Carladez et Viadène              | 41,51            | 732 (2022)                        | 18                 | modifier les données · modifier les données |
| Saint-André-de-Najac           | 12210      | 12270       | Villefranche-de-Rouergue | Aveyron et Tarn                | CC Ouest Aveyron Communauté                 | 25,10            | 455 (2022)                        | 18                 | modifier les données · modifier les données |
| Saint-André-de-Vézines         | 12211      | 12720       | Millau                   | Tarn et Causses                | CC de Millau Grands Causses                 | 38,97            | 132 (2022)                        | 3,4                | modifier les données · modifier les données |
| Saint-Beaulize                 | 12212      | 12540       | Millau                   | Causses-Rougiers               | CC Larzac et Vallées                        | 19,97            | 100 (2022)                        | 5,0                | modifier les données · modifier les données |
| Saint-Beauzély                 | 12213      | 12620       | Millau                   | Tarn et Causses                | CC de la Muse et des Raspes du Tarn         | 30,69            | 575 (2022)                        | 19                 | modifier les données · modifier les données |
| Saint-Chély-d'Aubrac           | 12214      | 12470       | Rodez                    | Aubrac et Carladez             | CC Aubrac, Carladez et Viadène              | 78,65            | 517 (2022)                        | 6,6                | modifier les données · modifier les données |
| Saint-Christophe-Vallon        | 12215      | 12330       | Rodez                    | Vallon                         | CC Conques-Marcillac                        | 23,22            | 1 181 (2022)                      | 51                 | modifier les données · modifier les données |
| Saint-Côme-d'Olt               | 12216      | 12500       | Rodez                    | Lot et Palanges                | CC Comtal Lot et Truyère                    | 30,10            | 1 446 (2022)                      | 48                 | modifier les données · modifier les données |
| Saint-Félix-de-Lunel           | 12221      | 12320       | Rodez                    | Lot et Dourdou                 | CC Conques-Marcillac                        | 18,98            | 384 (2022)                        | 20                 | modifier les données · modifier les données |
| Saint-Félix-de-Sorgues         | 12222      | 12400       | Millau                   | Saint-Affrique                 | CC Saint Affricain, Roquefort, Sept Vallons | 31,00            | 193 (2022)                        | 6,2                | modifier les données · modifier les données |
| Saint Geniez d'Olt et d'Aubrac | 12224      | 12130       | Rodez                    | Lot et Palanges                | CC Des Causses à l'Aubrac                   | 90,17            | 2 167 (2022)                      | 24                 | modifier les données · modifier les données |
| Saint-Georges-de-Luzençon      | 12225      | 12100       | Millau                   | Millau-1                       | CC de Millau Grands Causses                 | 47,73            | 1 584 (2022)                      | 33                 | modifier les données · modifier les données |
| Saint-Hippolyte                | 12226      | 12140       | Rodez                    | Lot et Truyère                 | CC Comtal Lot et Truyère                    | 36,87            | 426 (2022)                        | 12                 | modifier les données · modifier les données |
| Saint-Igest                    | 12227      | 12260       | Villefranche-de-Rouergue | Villeneuvois et Villefranchois | CC Ouest Aveyron Communauté                 | 11,72            | 181 (2022)                        | 15                 | modifier les données · modifier les données |
| Saint-Izaire                   | 12228      | 12480       | Millau                   | Saint-Affrique                 | CC Saint Affricain, Roquefort, Sept Vallons | 34,48            | 318 (2022)                        | 9,2                | modifier les données · modifier les données |
| Saint-Jean-d'Alcapiès          | 12229      | 12250       | Millau                   | Saint-Affrique                 | CC Saint Affricain, Roquefort, Sept Vallons | 8,62             | 223 (2022)                        | 26                 | modifier les données · modifier les données |
| Saint-Jean-Delnous             | 12230      | 12170       | Millau                   | Monts du Réquistanais          | CC du Réquistanais                          | 18,29            | 382 (2022)                        | 21                 | modifier les données · modifier les données |
| Saint-Jean-du-Bruel            | 12231      | 12230       | Millau                   | Millau-2                       | CC Larzac et Vallées                        | 37,23            | 665 (2022)                        | 18                 | modifier les données · modifier les données |
| Saint-Jean-et-Saint-Paul       | 12232      | 12250       | Millau                   | Causses-Rougiers               | CC Larzac et Vallées                        | 37,91            | 284 (2022)                        | 7,5                | modifier les données · modifier les données |
| Saint-Juéry                    | 12233      | 12550       | Millau                   | Causses-Rougiers               | CC Saint Affricain, Roquefort, Sept Vallons | 29,01            | 276 (2022)                        | 9,5                | modifier les données · modifier les données |
| Saint-Just-sur-Viaur           | 12235      | 12170 12800 | Villefranche-de-Rouergue | Ceor-Ségala                    | CC Pays Ségali                              | 25,10            | 210 (2022)                        | 8,4                | modifier les données · modifier les données |
| Saint-Laurent-d'Olt            | 12237      | 12560       | Rodez                    | Tarn et Causses                | CC Des Causses à l'Aubrac                   | 28,74            | 631 (2022)                        | 22                 | modifier les données · modifier les données |
| Saint-Laurent-de-Lévézou       | 12236      | 12620       | Millau                   | Raspes et Lévezou              | CC de Lévézou Pareloup                      | 23,33            | 157 (2022)                        | 6,7                | modifier les données · modifier les données |
| Saint-Léons                    | 12238      | 12780       | Millau                   | Raspes et Lévezou              | CC de Lévézou Pareloup                      | 32,89            | 427 (2022)                        | 13                 | modifier les données · modifier les données |
| Saint-Martin-de-Lenne          | 12239      | 12130       | Rodez                    | Tarn et Causses                | CC Des Causses à l'Aubrac                   | 9,48             | 334 (2022)                        | 35                 | modifier les données · modifier les données |
| Saint-Parthem                  | 12240      | 12300       | Villefranche-de-Rouergue | Lot et Dourdou                 | CC Decazeville Communauté                   | 20,43            | 406 (2022)                        | 20                 | modifier les données · modifier les données |
| Saint-Rémy                     | 12242      | 12200       | Villefranche-de-Rouergue | Villeneuvois et Villefranchois | CC Ouest Aveyron Communauté                 | 8,98             | 307 (2022)                        | 34                 | modifier les données · modifier les données |
| Saint-Rome-de-Cernon           | 12243      | 12490       | Millau                   | Saint-Affrique                 | CC Saint Affricain, Roquefort, Sept Vallons | 37,88            | 961 (2022)                        | 25                 | modifier les données · modifier les données |
| Saint-Rome-de-Tarn             | 12244      | 12490       | Millau                   | Raspes et Lévezou              | CC de la Muse et des Raspes du Tarn         | 52,06            | 899 (2022)                        | 17                 | modifier les données · modifier les données |
| Saint-Santin                   | 12246      | 12300       | Villefranche-de-Rouergue | Lot et Dourdou                 | CC Decazeville Communauté                   | 22,78            | 517 (2022)                        | 23                 | modifier les données · modifier les données |
| Saint-Saturnin-de-Lenne        | 12247      | 12560       | Rodez                    | Tarn et Causses                | CC Des Causses à l'Aubrac                   | 33,81            | 325 (2022)                        | 9,6                | modifier les données · modifier les données |
| Saint-Sernin-sur-Rance         | 12248      | 12380       | Millau                   | Causses-Rougiers               | CC Monts, Rance et Rougier                  | 11,14            | 586 (2022)                        | 53                 | modifier les données · modifier les données |
| Saint-Sever-du-Moustier        | 12249      | 12370       | Millau                   | Causses-Rougiers               | CC Monts, Rance et Rougier                  | 26,03            | 180 (2022)                        | 6,9                | modifier les données · modifier les données |
| Saint-Symphorien-de-Thénières  | 12250      | 12460       | Rodez                    | Aubrac et Carladez             | CC Aubrac, Carladez et Viadène              | 31,63            | 219 (2022)                        | 6,9                | modifier les données · modifier les données |
| Saint-Victor-et-Melvieu        | 12251      | 12400       | Millau                   | Raspes et Lévezou              | CC de la Muse et des Raspes du Tarn         | 17,91            | 313 (2022)                        | 17                 | modifier les données · modifier les données |
| Sainte-Croix                   | 12217      | 12260       | Villefranche-de-Rouergue | Villeneuvois et Villefranchois | CC Ouest Aveyron Communauté                 | 25,88            | 736 (2022)                        | 28                 | modifier les données · modifier les données |
| Sainte-Eulalie-d'Olt           | 12219      | 12130       | Rodez                    | Lot et Palanges                | CC Des Causses à l'Aubrac                   | 17,48            | 371 (2022)                        | 21                 | modifier les données · modifier les données |
| Sainte-Eulalie-de-Cernon       | 12220      | 12230       | Millau                   | Causses-Rougiers               | CC Larzac et Vallées                        | 46,35            | 321 (2022)                        | 6,9                | modifier les données · modifier les données |
| Sainte-Juliette-sur-Viaur      | 12234      | 12120       | Villefranche-de-Rouergue | Monts du Réquistanais          | CC Pays Ségali                              | 16,71            | 634 (2022)                        | 38                 | modifier les données · modifier les données |
| Sainte-Radegonde               | 12241      | 12850       | Rodez                    | Nord-Lévezou                   | CA Rodez Agglomération                      | 30,48            | 1 774 (2022)                      | 58                 | modifier les données · modifier les données |
| Salles-Courbatiès              | 12252      | 12260       | Villefranche-de-Rouergue | Lot et Montbazinois            | CC Ouest Aveyron Communauté                 | 13,35            | 480 (2022)                        | 36                 | modifier les données · modifier les données |
| Salles-Curan                   | 12253      | 12410       | Millau                   | Raspes et Lévezou              | CC de Lévézou Pareloup                      | 93,90            | 1 030 (2022)                      | 11                 | modifier les données · modifier les données |
| Salles-la-Source               | 12254      | 12330       | Rodez                    | Vallon                         | CC Conques-Marcillac                        | 78,03            | 2 313 (2022)                      | 30                 | modifier les données · modifier les données |
| Salmiech                       | 12255      | 12120       | Millau                   | Monts du Réquistanais          | CC du Pays de Salars                        | 28,16            | 764 (2022)                        | 27                 | modifier les données · modifier les données |
| Salvagnac-Cajarc               | 12256      | 12260       | Villefranche-de-Rouergue | Villeneuvois et Villefranchois | CC Grand-Figeac                             | 23,19            | 361 (2022)                        | 16                 | modifier les données · modifier les données |
| La Salvetat-Peyralès           | 12258      | 12440       | Villefranche-de-Rouergue | Aveyron et Tarn                | CC Aveyron Bas Ségala Viaur                 | 54,24            | 1 001 (2022)                      | 18                 | modifier les données · modifier les données |
| Sanvensa                       | 12259      | 12200       | Villefranche-de-Rouergue | Aveyron et Tarn                | CC Ouest Aveyron Communauté                 | 25,48            | 643 (2022)                        | 25                 | modifier les données · modifier les données |
| Sauclières                     | 12260      | 12230       | Millau                   | Causses-Rougiers               | CC Larzac et Vallées                        | 38,81            | 182 (2022)                        | 4,7                | modifier les données · modifier les données |
| Saujac                         | 12261      | 12260       | Villefranche-de-Rouergue | Villeneuvois et Villefranchois | CC Ouest Aveyron Communauté                 | 12,23            | 125 (2022)                        | 10                 | modifier les données · modifier les données |
| Sauveterre-de-Rouergue         | 12262      | 12800       | Villefranche-de-Rouergue | Ceor-Ségala                    | CC Pays Ségali                              | 23,43            | 711 (2022)                        | 30                 | modifier les données · modifier les données |
| Savignac                       | 12263      | 12200       | Villefranche-de-Rouergue | Villeneuvois et Villefranchois | CC Ouest Aveyron Communauté                 | 15,28            | 755 (2022)                        | 49                 | modifier les données · modifier les données |
| Sébazac-Concourès              | 12264      | 12740       | Rodez                    | Causse-Comtal                  | CA Rodez Agglomération                      | 25,82            | 3 266 (2022)                      | 126                | modifier les données · modifier les données |
| Sébrazac                       | 12265      | 12190       | Rodez                    | Lot et Truyère                 | CC Comtal Lot et Truyère                    | 25,04            | 533 (2022)                        | 21                 | modifier les données · modifier les données |
| Ségur                          | 12266      | 12290       | Millau                   | Raspes et Lévezou              | CC de Lévézou Pareloup                      | 67,05            | 540 (2022)                        | 8,1                | modifier les données · modifier les données |
| La Selve                       | 12267      | 12170       | Millau                   | Monts du Réquistanais          | CC du Réquistanais                          | 48,27            | 583 (2022)                        | 12                 | modifier les données · modifier les données |
| Sénergues                      | 12268      | 12320       | Rodez                    | Lot et Dourdou                 | CC Conques-Marcillac                        | 44,90            | 424 (2022)                        | 9,4                | modifier les données · modifier les données |
| La Serre                       | 12269      | 12380       | Millau                   | Causses-Rougiers               | CC Monts, Rance et Rougier                  | 18,52            | 127 (2022)                        | 6,9                | modifier les données · modifier les données |
| Sévérac d'Aveyron              | 12270      | 12150       | Rodez                    | Tarn et Causses                | CC Des Causses à l'Aubrac                   | 208,72           | 4 044 (2022)                      | 19                 | modifier les données · modifier les données |
| Sonnac                         | 12272      | 12700       | Villefranche-de-Rouergue | Lot et Montbazinois            | CC Grand-Figeac                             | 11,98            | 517 (2022)                        | 43                 | modifier les données · modifier les données |
| Soulages-Bonneval              | 12273      | 12210       | Rodez                    | Aubrac et Carladez             | CC Aubrac, Carladez et Viadène              | 15,16            | 302 (2022)                        | 20                 | modifier les données · modifier les données |
| Sylvanès                       | 12274      | 12360       | Millau                   | Causses-Rougiers               | CC Monts, Rance et Rougier                  | 16,96            | 116 (2022)                        | 6,8                | modifier les données · modifier les données |
| Tauriac-de-Camarès             | 12275      | 12360       | Millau                   | Causses-Rougiers               | CC Monts, Rance et Rougier                  | 24,75            | 35 (2022)                         | 1,4                | modifier les données · modifier les données |
| Tauriac-de-Naucelle            | 12276      | 12800       | Villefranche-de-Rouergue | Ceor-Ségala                    | CC Pays Ségali                              | 21,59            | 386 (2022)                        | 18                 | modifier les données · modifier les données |
| Taussac                        | 12277      | 12600       | Rodez                    | Aubrac et Carladez             | CC Aubrac, Carladez et Viadène              | 39,30            | 508 (2022)                        | 13                 | modifier les données · modifier les données |
| Tayrac                         | 12278      | 12440       | Villefranche-de-Rouergue | Aveyron et Tarn                | CC Aveyron Bas Ségala Viaur                 | 15,73            | 188 (2022)                        | 12                 | modifier les données · modifier les données |
| Thérondels                     | 12280      | 12600       | Rodez                    | Aubrac et Carladez             | CC Aubrac, Carladez et Viadène              | 38,47            | 359 (2022)                        | 9,3                | modifier les données · modifier les données |
| Toulonjac                      | 12281      | 12200       | Villefranche-de-Rouergue | Villeneuvois et Villefranchois | CC Ouest Aveyron Communauté                 | 7,25             | 752 (2022)                        | 104                | modifier les données · modifier les données |
| Tournemire                     | 12282      | 12250       | Millau                   | Saint-Affrique                 | CC Saint Affricain, Roquefort, Sept Vallons | 8,91             | 420 (2022)                        | 47                 | modifier les données · modifier les données |
| Trémouilles                    | 12283      | 12290       | Millau                   | Raspes et Lévezou              | CC du Pays de Salars                        | 28,83            | 473 (2022)                        | 16                 | modifier les données · modifier les données |
| Le Truel                       | 12284      | 12430       | Millau                   | Raspes et Lévezou              | CC de la Muse et des Raspes du Tarn         | 26,48            | 349 (2022)                        | 13                 | modifier les données · modifier les données |
| Vabres-l'Abbaye                | 12286      | 12400       | Millau                   | Saint-Affrique                 | CC Saint Affricain, Roquefort, Sept Vallons | 41,36            | 1 209 (2022)                      | 29                 | modifier les données · modifier les données |
| Vailhourles                    | 12287      | 12200       | Villefranche-de-Rouergue | Villefranche-de-Rouergue       | CC Ouest Aveyron Communauté                 | 32,41            | 651 (2022)                        | 20                 | modifier les données · modifier les données |
| Valady                         | 12288      | 12330       | Rodez                    | Vallon                         | CC Conques-Marcillac                        | 15,51            | 1 617 (2022)                      | 104                | modifier les données · modifier les données |
| Valzergues                     | 12289      | 12220       | Villefranche-de-Rouergue | Lot et Montbazinois            | CC du Plateau de Montbazens                 | 6,49             | 204 (2022)                        | 31                 | modifier les données · modifier les données |
| Vaureilles                     | 12290      | 12220       | Villefranche-de-Rouergue | Villeneuvois et Villefranchois | CC du Plateau de Montbazens                 | 14,24            | 489 (2022)                        | 34                 | modifier les données · modifier les données |
| Verrières                      | 12291      | 12520       | Millau                   | Tarn et Causses                | CC de la Muse et des Raspes du Tarn         | 53,01            | 364 (2022)                        | 6,9                | modifier les données · modifier les données |
| Versols-et-Lapeyre             | 12292      | 12400       | Millau                   | Saint-Affrique                 | CC Saint Affricain, Roquefort, Sept Vallons | 27,95            | 419 (2022)                        | 15                 | modifier les données · modifier les données |
| Veyreau                        | 12293      | 12720       | Millau                   | Tarn et Causses                | CC de Millau Grands Causses                 | 41,09            | 129 (2022)                        | 3,1                | modifier les données · modifier les données |
| Vézins-de-Lévézou              | 12294      | 12780       | Millau                   | Raspes et Lévezou              | CC de Lévézou Pareloup                      | 78,96            | 650 (2022)                        | 8,2                | modifier les données · modifier les données |
| Viala-du-Pas-de-Jaux           | 12295      | 12250       | Millau                   | Causses-Rougiers               | CC Larzac et Vallées                        | 18,95            | 88 (2022)                         | 4,6                | modifier les données · modifier les données |
| Viala-du-Tarn                  | 12296      | 12490       | Millau                   | Tarn et Causses                | CC de la Muse et des Raspes du Tarn         | 38,56            | 527 (2022)                        | 14                 | modifier les données · modifier les données |
| Le Vibal                       | 12297      | 12290       | Millau                   | Raspes et Lévezou              | CC du Pays de Salars                        | 25,92            | 524 (2022)                        | 20                 | modifier les données · modifier les données |
| Villecomtal                    | 12298      | 12580       | Rodez                    | Lot et Truyère                 | CC Comtal Lot et Truyère                    | 14,05            | 426 (2022)                        | 30                 | modifier les données · modifier les données |
| Villefranche-de-Panat          | 12299      | 12430       | Millau                   | Raspes et Lévezou              | CC de Lévézou Pareloup                      | 29,13            | 678 (2022)                        | 23                 | modifier les données · modifier les données |
| Villefranche-de-Rouergue       | 12300      | 12200       | Villefranche-de-Rouergue | Villefranche-de-Rouergue       | CC Ouest Aveyron Communauté                 | 45,85            | 11 502 (2022)                     | 251                | modifier les données · modifier les données |
| Villeneuve                     | 12301      | 12260       | Villefranche-de-Rouergue | Villeneuvois et Villefranchois | CC Ouest Aveyron Communauté                 | 65,30            | 1 952 (2022)                      | 30                 | modifier les données · modifier les données |
| Vimenet                        | 12303      | 12310       | Rodez                    | Lot et Palanges                | CC Des Causses à l'Aubrac                   | 20,95            | 249 (2022)                        | 12                 | modifier les données · modifier les données |
| Viviez                         | 12305      | 12110       | Villefranche-de-Rouergue | Lot et Dourdou                 | CC Decazeville Communauté                   | 6,53             | 1 214 (2022)                      | 186                | modifier les données · modifier les données |
| Aveyron                        | 12         |             |                          |                                |                                             | 8 735,00         | 279 736 (2022)                    | 32                 | modifier les données                        |